# Michał Pulkowski
Michał Pulkowski (ur. 1 stycznia 1979 w Warszawie) – polski piłkarz występujący na pozycji pomocnika, po zakończeniu kariery piłkarskiej trener (od 2020 z licencją UEFA PRO). 
Jako piłkarz reprezentował barwy Agrykoli Warszawa, Marcovii Marki, Mazura Karczew, Korony Góra Kalwaria, Hutnika Warszawa, Legii Warszawa, Świtu Nowy Dwór Mazowiecki oraz Znicza Pruszków i Ruchu Chorzów. W lipcu 2012 postanowił zakończyć karierę i został asystentem trenera Roberta Podolińskiego najpierw w Dolcanie Ząbki, a następnie w Cracovii i Podbeskidziu Bielsko Biała. Od 2016 jako samodzielny trener Ząbkovii Ząbki, KS Ursus Warszawa i Błonianki Błonie.